# Кљушов
Кљушов (слч. Kľušov) насељено је мјесто са административним статусом сеоске општине (слч. obec) у округу Бардјејов, у Прешовском крају, Словачка Република.

## Становништво
| Година:    | 1994. | 2004.   | 2014.   | 2024.   |
| ---------- | ----- | ------- | ------- | ------- |
| Број људи: | 970   | 1033    | 1092    | 1089    |
| Разлика:   |       | +6,49 % | +5,71 % | -0,27 % |

| Година:    | 2023. | 2024.   |
| ---------- | ----- | ------- |
| Број људи: | 1074  | 1089    |
| Разлика:   |       | +1,39 % |

Према подацима о броју становника из 2024. године насеље је имало 1089 становника.